# August Gustav Heinrich von Bongard
August Gustav Heinrich von Bongard (russifié en Gustav Petrovitch von Bongard), né le 12 septembre 1786 à Bonn et mort le 25 août (6 septembre) 1839 à Saint-Pétersbourg,  est un botaniste allemand qui a principalement travaillé à Saint-Pétersbourg en Russie. Membre de l'Académie des sciences de Saint-Pétersbourg.

## Biographie
Il étudie à l'académie médico-chirurgicale Joséphine de Vienne dont il sort avec le titre de docteur en chirurgie en 1810. Il s'installe en Russie en 1819 pour y exercer la médecine. En 1824, il devient professeur de botanique à l'université de Saint-Pétersbourg, tout en étant médecin de l'asile de pauvres de la Société philanthropique  impériale (Императорское Человеколюбивое общество) de 1823 à 1833 et de 1825 à 1831 médecin de l'orphelinat des enfants pauvres de Saint-Pétersbourg.
Il est membre effectif de la Société des naturalistes de Moscou à partir de 1820, ainsi que l'année suivante de la Société physico-médicale de l'université de Moscou. 
C'est l'un des premiers botanistes à travailler sur la description des plantes rapportées d'Alaska, à l'époque possession russe, par l'expédition du Seniavine, commandée par le capitaine von Lütke qui fit le tour du monde. Il en décrit des espèces comme l'Épicéa de Sitka (Picea sitchensis) ou l’Aulne rouge (Alnus rubra). La plupart des spécimens décrits ont été récoltés par Karl Heinrich Mertens (1796–1830) à Sitka (Alaska). Il fait aussi la description d'autres espèces rapportées d'autres régions du monde par les naturalistes de l'expédition, Karl Heinrich Mertens et Alexandre Postels, notamment du Brésil.
Ses travaux sont publiés dans les Mémoires et le Bulletin de l'Académie impériale des sciences de Saint-Pétersbourg, pendant les années 1830.
Il reçoit l'ordre de Saint-Vladimir de 4e classe en 1826.
Bien que catholique, il est enterré au cimetière luthérien de Saint-Pétersbourg.

## Publications
Il est notamment l’auteur de :
- Pinus sitchensis Bong., Mémoires de l'Académie impériale des sciences de Saint-Pétersbourg, série 6 (sciences et mathématiques) 2, p. 164, août 1832
- Descriptiones plantarum novarum (Brasilienses): Plantae Quatuor Brasiliensis Novae, Saint-Pétersbourg (en latin Petropoli), 1836
- G.H. Bongard & C. A. Meyer, Verzeichniss der im Jahre 1838 am Saisang-nor und am Irtysch Gesammelten Pflanzen, Saint-Pétersbourg, 1841.

## Hommages
- Carl Anton von Meyer (1795-1855) lui dédie en 1831 le genre Bongardia de la famille des Berberidaceae.
- Alexandre Postels, phycologue de l'expédition Lütke, lui dédie l'espèce d'algues Laminaria bongardiana palmata, aujourd'hui Saccharina bongardiana.

Espèces
- Alsophila bongardiana Mett.; Baker
- Anila bongardiana (vi) Kuntze
- Bauhinia bongardii Steud.
- Caragana bongardiana (sv) (Fisch. et C.A.Mey.) Pojark.
- Carex bongardiana C.A.Mey.
- Carex bongardii Boott
- Cyathea bongardiana (vi) Domin
- Dupatya bongardii Kuntze
- Epilobium bongardii Hausskn.
- Eriocaulon bongardii A.St.-Hil.
- Erythroxylum bongardianum C.A.Mey. ex Peyr.
- Indigofera bongardiana (sv) (Kuntze) Burkart
- Inocybe, devenu Inosperma bongardii (en) (Weinmann) Matheny & Esteve-Raventós
- Lacis bongardii (vi) Tul.
- Paepalanthus bongardii (pt) Kunth
- Pauletia bongardii (Steud.) A.Schmitz
- Pellaea bongardiana (vi) Baker
- Ranunculus bongardii Greene
- Saxifraga bongardii Presl ex Engl.
- Trisetum bongardii Louis-Marie